# Phonon
Ein Phonon ist die elementare Anregung (Quant) des elastischen Feldes. In der Festkörperphysik beschreiben Phononen elementare bzw. kollektive Anregungen der Gitterschwingungen eines Festkörpers und können als bosonische Quasiteilchen verstanden werden.
Der Begriff Phonon (nach altgriechisch φωνή phonē, deutsch ‚Klang‘) wurde in Analogie zu den Schwingungsquanten des elektromagnetischen Feldes, den Photonen, gewählt und zum ersten Mal von J. I. Frenkel 1932 in seinem Buch Wave Mechanics, Elementary Theory verwendet.

## Schwingungsmoden

Vergleich von optischen und akustischen Transversalwellen von Phononen bei 2-atomiger Basis für kleine k

Longitudinal-akustische Mode

In einem dreidimensionalen Kristall mit {\displaystyle N} Atomen in der primitiven Basis existieren zu jedem mit der Kristallsymmetrie verträglichen Wellenvektor {\displaystyle 3N} mögliche Schwingungsmoden:
- {\displaystyle 3} akustische Moden, davon eine longitudinal und zwei transversal; akustische Phononen (auch als Schallquanten bezeichnet) sind die Quanten der Schallwellen, die sich durch das Kristallgitter fortpflanzen. Im Zentrum der Brillouin-Zone bewegen sich benachbarte Atome gleichsinnig.
- {\displaystyle 3N-3} optische Moden; bei optischen Phononen bewegen sich die Atome innerhalb der Basis gegeneinander. Die Bezeichnung „optisch“ beruht darauf, dass in Ionenkristallen wie NaCl benachbarte Ionen meist entgegengesetzte Ladung tragen. Die mechanischen Schwingungen entsprechen dann elektrischen Dipolschwingungen, die je nach Schwingungsfrequenz der Phononen oft im Bereich des infraroten oder sichtbaren Lichts liegen.

Die Benennung optische Phononen erfolgt dabei unabhängig davon, ob die Phononen tatsächlich in dem Sinne optisch aktiv sind, dass Phononen mit einem Photon wechselwirken: Wechselwirkungen mit Photonen sind dabei nicht nur, dass ein Phonon erzeugt werden kann, indem ein Photon absorbiert wird, oder dass umgekehrt ein Photon emittiert werden kann, indem ein Phonon vernichtet wird. Vielmehr gibt es auch Wechselwirkungen eines Photons mit zwei Phononen und eine Elektron-Photon-Phonon-Wechselwirkung. Optisch aktiv können Phononen nur dann sein, wenn innerhalb der Basis elektrische Polarisation vorliegt, was im Allgemeinen genau dann der Fall ist, wenn die Basis aus verschiedenen Atomen aufgebaut ist. Kristalle, die mit infraroten Photonen wechselwirken, nennt man infrarot-aktiv. Beispiele für solche Gitter sind Ionengitter, zum Beispiel in Natriumchloridkristallen.
Das Modell der Gitterschwingungen setzt eine kristalline Ordnung voraus. Auch amorphe Festkörper wie Gläser zeigen Schwingungen der Atome untereinander, man bezeichnet diese aber nicht als phononische Schwingungen. Für langwellige akustische Schwingungen ist der Einfluss der Unordnung gering.

## Anregungsenergie und Statistik
Betrachtet man harmonische Gitterschwingungen im reziproken Raum, erhält man entkoppelte Oszillationen im Impulsraum (Normalschwingungen). Die Energiezustände {\displaystyle \varepsilon _{n}} dieser Oszillationen sind die Niveaus eines harmonischen Oszillators nach
{\displaystyle \varepsilon _{n}(\mathbf {k} )=\hbar \cdot \omega (\mathbf {k} )\cdot \left(n+{\frac {1}{2}}\right)}.
Darin ist die Frequenz {\displaystyle \omega } abhängig von der Schwingungsmode {\displaystyle n} und dem Wellenvektor {\displaystyle \mathbf {k} }, siehe Dispersion.
Da Phononen zu den Bosonen zählen, berechnet sich die mittlere Besetzungszahl {\displaystyle \langle n\rangle } im thermischen Gleichgewicht gemäß der Bose-Einstein-Verteilung als
{\displaystyle \langle n\rangle ={\frac {1}{\mathrm {e} ^{\hbar \cdot \omega /(k_{\mathrm {B} }\cdot T)}-1}}}
mit
- {\displaystyle \hbar }: reduzierte Planck-Konstante
- {\displaystyle k_{\mathrm {B} }}: Boltzmann-Konstante
- {\displaystyle T}: absolute Temperatur.

Die Besetzungsstatistik ist vom chemischen Potential {\displaystyle \mu } unabhängig, weil die Teilchenzahl der Phononen keine Erhaltungsgröße ist.
Üblicherweise werden (wie oben) statistische Gemische von Zuständen mit bestimmter Phononenzahl (Fock-Zustände) verwendet. Wie Roy J. Glauber für Photonen 1963 zeigte, gibt es aber auch für Phononen kohärente Zustände mit unbestimmter Teilchenzahl, die sehr stark klassischen Gitterschwingungen ähneln. Während bei Fock-Zuständen der Erwartungswert der Auslenkung 0 ist, genügt er bei kohärenten Phononen-Zuständen der klassischen Zeitabhängigkeit von Gitterschwingungen.

## Nachweis
Die Phononendispersion, d. h. der Zusammenhang zwischen Energie und Impuls der Gitterschwingungen, kann durch die inelastische Neutronenstreuung, die inelastische Röntgenstreuung sowie durch die hochauflösende Elektronenenergieverlustspektroskopie (HREELS) untersucht werden. Phononen mit kleinem Impuls, d. h. im Zentrum der Brillouin-Zone, können durch Raman-, Infrarot-Spektroskopie oder Brillouin-Streuung nachgewiesen werden. Die erste Phononen-Dispersionskurve wurde 1955 am Chalk River Reaktor von Bertram Brockhouse mit Neutronenstreuung an einem Aluminiumeinkristall aufgenommen.

## Dispersion
Die Dispersionsrelation gibt die Abhängigkeit der Energie bzw. Kreisfrequenz {\displaystyle \omega } vom Impuls bzw. Wellenzahl {\displaystyle k} an. Bei Phononen ergibt sich diese Beziehung aus der Newtonschen Bewegungsgleichung. Dazu nimmt man an, dass sich die Atome in einem periodischen Potential {\displaystyle V} befinden, in dem sie Schwingungen ausführen.
Zwei benachbarte Atome haben einen Phasenunterschied von {\displaystyle ka}, wobei {\displaystyle a} der Abstand zweier benachbarter Atome in der Ruhelage ist. Ein Phasenunterschied von {\displaystyle 2\pi } entspricht einem von Null; höhere Phasenunterschiede sind dementsprechend äquivalent mit einem Wert zwischen {\displaystyle 0} und {\displaystyle 2\pi }. Aus Symmetriegründen betrachtet man das Intervall zwischen {\displaystyle -\pi } und {\displaystyle \pi }. Das entspricht {\displaystyle k}-Werten aus der ersten Brillouin-Zone, also {\displaystyle k\in \lbrack -\pi /a,\pi /a\rbrack }. Dadurch hat man alle physikalisch relevanten Wellenzahlen abgedeckt.

### Akustische Moden

Dispersionsrelation

Für das einfache Modell einer linearen Kette von Atomen, die durch Federn miteinander verbunden sind, lautet die Dispersionsrelation in erster Näherung
{\displaystyle \omega (k)=2{\sqrt {\frac {C}{m}}}\left|\sin \left({\frac {ka}{2}}\right)\right|},
wobei C (gemessen in kg/s2) die Federkonstante zwischen den zwei benachbarten Ebenen und m die Masse des Atoms ist.
Für niedrige Werte von {\displaystyle k\left(ak\ll 1\right)} lautet der Ausdruck näherungsweise
{\displaystyle \omega (k)\approx a{\sqrt {\frac {C}{m}}}|k|=c_{\mathrm {s} }|k|}.
{\displaystyle c_{\mathrm {s} }} ist die Schallgeschwindigkeit.
An den Zonengrenzen gilt
{\displaystyle \omega =2{\sqrt {\frac {C}{m}}}={\text{const}}.}
Die Gruppengeschwindigkeit, also die Geschwindigkeit des Energietransports im Medium, ergibt sich zu
{\displaystyle v_{\mathrm {g} }={\frac {\mathrm {d} \omega }{\mathrm {d} k}}={\sqrt {\frac {Ca^{2}}{m}}}\cos \left({\frac {ka}{2}}\right)}.
Am Zonenrand ist die Gruppengeschwindigkeit Null: Die Welle verhält sich wie eine stehende Welle.

### Optische Moden
Optische Äste existieren nur bei einer mehratomigen Basis. Die Formel beschreibt die Dispersionsrelation für das Modell einer linearen Kette mit zwei unterschiedlichen Atomen, welche die Massen {\displaystyle m_{1}} und {\displaystyle m_{2}} haben. Die Kraftkonstante {\displaystyle C} bleibt konstant. Es ergibt sich
{\displaystyle \omega ^{2}(k)={\frac {C(m_{1}+m_{2})}{m_{1}\cdot m_{2}}}\left[1+{\sqrt {1-{\frac {4m_{1}\cdot m_{2}}{(m_{1}+m_{2})^{2}}}\cdot \sin ^{2}\left({\frac {ka}{2}}\right)}}\,\right]}
und damit näherungsweise {\displaystyle \omega ^{2}\approx 2\,{\frac {C(m_{1}+m_{2})}{m_{1}\cdot m_{2}}}} für den optischen Zweig.
Der optische Zweig ist normalerweise höherfrequenter als der akustische Zweig und nahezu dispersionslos. Der akustische Zweig entspricht in obiger Formel einem Minuszeichen vor der Wurzel.

### Fachliteratur
- Feliciano Giustino: Electron-phonon interactions from first principles. In: Reviews of Modern Physics. Band 89, Nr. 1, 16. Februar 2017, S. 015003, doi:10.1103/RevModPhys.89.015003 (englisch).
- Michael A. Stroscio, Mitra Dutta: Phonons in nanostructures. Cambridge Univ. Press, Cambridge 2005, ISBN 0-521-01805-6 (englisch, en).
- J. M. Ziman: Electroncs and Phonons (= The International Series of Monographs on Physics). Oxford University Press ; Clarendon Press, Oxford ; Clarendon 1962 (englisch, archive.org).

### Lexikon der Physik
- Phononen. In: Ulrich Kilian u. Christine Weberl (Hrsg.): Lexikon der Physik. Spektrum Akademischer Verlag, 2003, ISBN 3-86025-296-8 (spektrum.de).
- Optische Phononen. In: Ulrich Kilian u. Christine Weberl (Hrsg.): Lexikon der Physik. Spektrum Akademischer Verlag, 2003, ISBN 3-86025-296-8 (spektrum.de).
- Dispersionsrelation für Phononen. In: Ulrich Kilian u. Christine Weber (Hrsg.): Lexikon der Physik. Spektrum Akademischer Verlag, 1999, ISBN 3-8274-0382-0 (spektrum.de).